# David Ossman
David Harrison Ossman (Santa Monica, 6 dicembre 1936) è un attore statunitense.
Ha iniziato a recitare nel 1972 ed è tuttora in attività, facendo alcuni film di tanto in tanto.
Tra i suoi film, vi è un film d'animazione, A Bug's Life - Megaminimondo del 1998 in cui dà la voce a Cornelius.

## Filmografia parziale
- A Bug's Life - Megaminimondo (A Bug's Life), regia di John Lasseter e Andrew Stanton (1998) - voce